# Pseudoligosita schlicki
Pseudoligosita schlicki är en stekelart som först beskrevs av Kryger 1919.  Pseudoligosita schlicki ingår i släktet Pseudoligosita och familjen hårstrimsteklar. Inga underarter finns listade i Catalogue of Life.